# Ena
Ena (恵那市; -shi) é uma cidade japonesa localizada na província de Gifu.
Em 1 de Dezembro de 2004 a cidade tinha uma população estimada em 57 731 habitantes e uma densidade populacional de 114 h/km². Tem uma área total de 504,19 km².
Recebeu o estatuto de cidade a 1 de Abril de 1954.
A 25 de Outubro de 2004 cinco localidades do distrito de Ena foram anexadas à cidade de Ena. As localidades anexadas foram: Akechi, Iwamura, Kamiyahagi, Kushihara e Yamaoka.